# Die Geschichte von Kullervo
Die Geschichte von Kullervo, Originaltitel The Story of Kullervo, ist ein Buch, das von Verlyn Flieger bearbeitet wurde und das im August 2015 beim Verlag HarperCollins erschienen ist. Es beruht auf dem Entwurf von J. R. R. Tolkiens Version der Erzählung von Kullervo aus dem finnischen Nationalepos Kalevala und wurde von der Autorin durch eigene Artikel und Kommentare ergänzt.

## Hintergrund
The Story of Kullervo wurde von Tolkien im Jahr 1915 verfasst, während dieser an der Universität Oxford studierte. Es handelt sich dabei um ein unvollendetes Manuskript, das sich in der Bodleian Library in Oxford befindet. Es wurde am 27. August 2015 als wissenschaftliche Arbeit der Tolkienexpertin Verlyn Flieger veröffentlicht.
Kullervo „der Glücklose“ ist der Sohn Kalervos, von dem die Lieder 31 bis 36 des finnischen Kalevala berichten. Kullervos Familie wurde, noch vor seiner Geburt, durch seinen Onkel Untamo ausgerottet. Einzig seine Mutter schien entkommen zu sein. Als er geboren war, wurde mehrfach versucht Kullervo zu töten, was jedoch nicht gelang, da dieser übernatürliche Kräfte besaß. So wurde er stattdessen von Untamo als Sklave verkauft und schwor später Rache zu nehmen. Als es Kullervo gelungen war aus der Knechtschaft zu entfliehen, erfuhr er, dass sowohl seine Eltern als auch seine Schwester noch am Leben sind. Die Schwester gilt jedoch als verschollen. Zufällig begegnen sich die Geschwister, ohne zu ahnen, dass sie verwandt sind. So kommt es zu einer Liebesbeziehung der beiden. Als seine Schwester erfährt, dass Kullervo ihr Bruder ist, nimmt sie sich in einem Fluss das Leben. Kullervo stürzt sich anschließend in sein eigenes Schwert. Tolkien beschrieb diese Szene mit den Worten:

“The sword says if it had joy in the death of Untamo how much in death of even wickeder Kullervoinen. And it had slaid many an innocent person, even his mother, so it would not boggle over Kullervo. He kills himself and finds the death he sought for.”

„Das Schwert sprach wenn es Freude am Tode Untamos hatte, wie viel würde ihm dann erst der Tod des noch böseren Kullervo bedeuten. Und es hatte zuvor bereits manch unschuldige Person erschlagen, auch seine Mutter, so dass es Kullervo nicht ablehnen würde. Er tötet sich selbst und findet den Tod, den er suchte.“

In der Geschichte I Narn i chîn Húrin (Die Erzählung über die Kinder Húrins), die ebenfalls im Silmarillion oder in der The History of Middle-earth Band 3 wiedergegeben wird und zu den sogenannten Lays of Beleriand gehört, finden sich einige Parallelen zu Kullervo. Hier ist es der Protagonist Túrin, dessen Vater Húrin scheinbar in der Schlacht der ungezählten Tränen (Nírnaeth Arnoediad) gegen den bösartigen Vala Morgoth getötet wurde. Túrin war gezwungen seine schwangere Mutter zu verlassen, die ihn aus Dor Lómin fortschickte, um ihn vor Tod oder Versklavung zu schützen. Sie sendet ihn zu den Elben nach Doriath, wo er von König Thingol wie ein eigener Sohn aufgenommen und erzogen wurde. Nach einem Streit, bei dem Túrin unbeabsichtigt einen Elben tötete, floh er in die Wälder. Inzwischen war seine Schwester geboren worden und längst zu einer jungen Frau herangewachsen. So kam es, dass Túrin zufällig auf seine ihm unbekannte Schwester traf und diese zur Frau nahm. Sie wurde von ihm schwanger und erfuhr schließlich vom Drachen Glaurung, dass Túrin, der versucht hatte den Drachen zu töten und nun scheinbar tot neben diesem am Boden lag, ihr leiblicher Bruder war. Verzweifelt und bestürzt warf sie sich in die Fluten des Taiglin, dessen Schlucht der Drache zuvor zu überqueren versucht hatte. Als Túrin aus seiner Ohnmacht erwacht war und erfuhr, was sich ereignet hatte, stürzte er sich wie Kullervo in sein eigenes Schwert. Hier wird es mit folgenden Worten umschrieben:

„And from the blade rang a cold voice in answer: ‘Yea, I will drink thy blood gladly, that so I may forget the blood of Beleg my master, and the blood of Brandir slain unjustly. I will slay thee swiftly.’ Then Túrin set the hilts upon the ground, and cast himself upon the point of Guthrang, and the black blade took his life.“

„Und aus der Klinge sprach eine kalte Stimme, die ihm Antwort gab: ‚Fürwahr, freudig trinken will ich dein Blut, dass ich das Blut Belegs, meines Herrn, vergesse und Brandirs, des zu Unrecht erschlagenen. Ich will dich rasch töten.‘ Da setzte Túrin das Heft auf den Boden und stürzte sich in Guthrangs Spitze und die schwarze Klinge nahm das Leben.“

## Ausgaben
- J. R. R. Tolkien, Verlyn Flieger: „The Story of Kullervo“ and Essays on Kalevala. In: Tolkien Studies. Band 7, Nr. 1, 2010, doi:10.1353/tks.0.0073, ISSN 1547-3163, S. 211–278.
- J. R. R Tolkien, Verlyn Flieger: The story of Kullervo. HarperCollins Publishers, London 2015, ISBN 978-0-00-813136-4.

J. R. R Tolkien, Verlyn Flieger: Die Geschichte von Kullervo. Ins Deutsche übersetzt von Joachim Kalka. Hobbit Presse/Klett-Cotta, Stuttgart 2018, ISBN 978-3-608-96090-7.